# Cervonîi Țvit, Șepetivka
Cervonîi Țvit (în ucraineană Червоний Цвіт) este un sat în comuna Horodneavka din raionul Șepetivka, regiunea Hmelnîțkîi, Ucraina.

## Demografie
Componența lingvistică a localității Cervonîi Țvit
     Ucraineană (98,46%)
     Rusă (1,54%)
Conform recensământului din 2001, majoritatea populației localității Cervonîi Țvit era vorbitoare de ucraineană (98,46%), existând în minoritate și vorbitori de rusă (1,54%).